# 國立中正紀念堂管理處組織條例

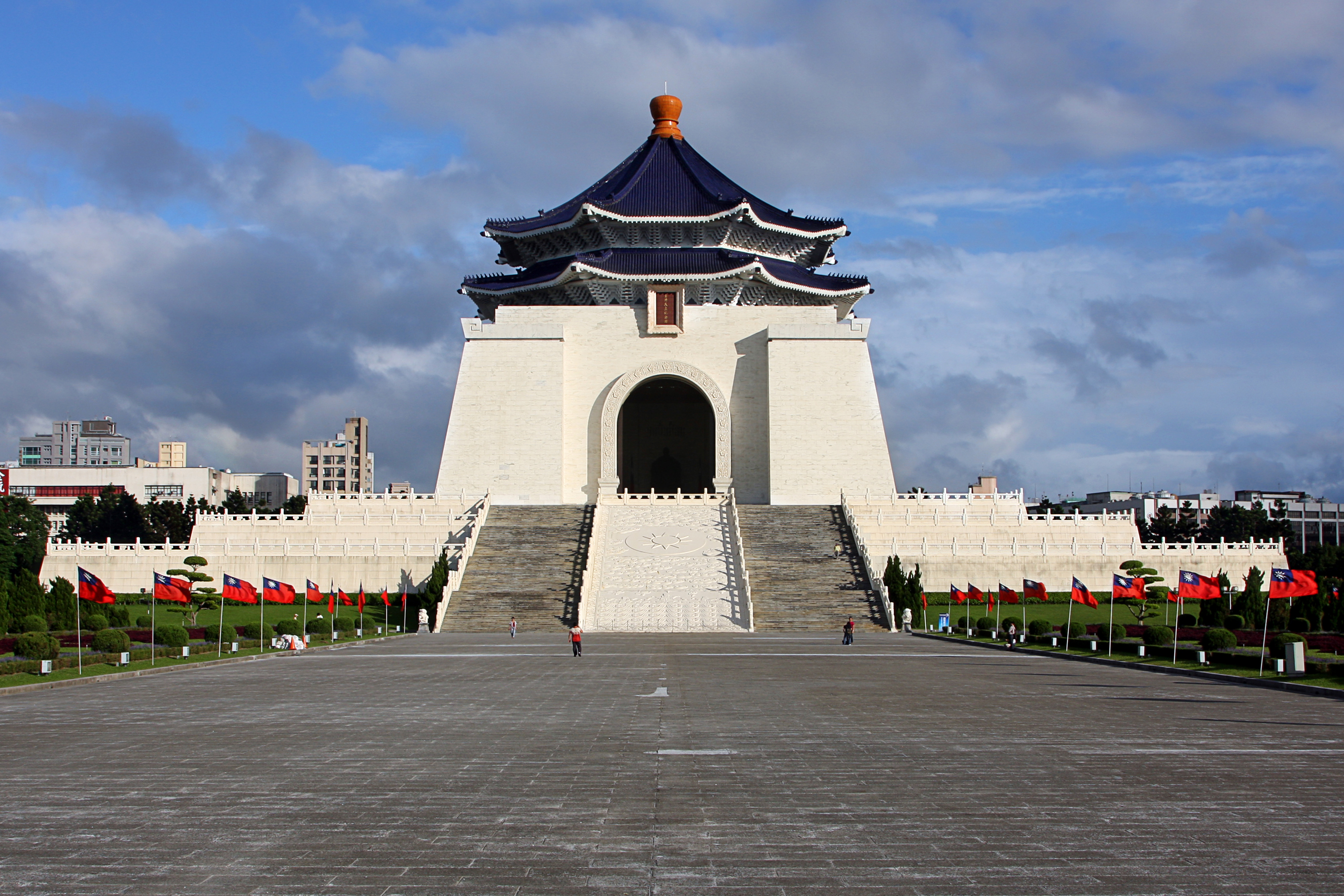
位於台北的中正紀念堂

《國立中正紀念堂管理處組織條例》公佈於1986年7月11日，為位於中華民國台北的中正紀念堂內部單位組織編成及人員配置的母法。
2007年3月4日，中華民國政府因應中正紀念堂及其園區改名為「台灣民主紀念館」和「台灣民主公園」研議所需，第一次蘇貞昌內閣成立專案小組，經會商後做出於不修法情況下，將中正紀念堂更名為台灣民主紀念館的決議。在此決議中，組織條例明訂的主管機關－中華民國教育部將先訂定可不經立法院就可通過的《國立台灣民主紀念館組織規程》，再將法律位階較高《中正紀念堂管理處組織條例》報請立法院廢止。此做法可使新的組織規程直接生效，也就是中正紀念堂可立即變更名稱與用途。
2007年5月7日，該條例於行政院院會正式決議廢止，並送交立法院審理中，但仍需經立法院同意、總統公佈之後，該條例方可廢止，行政機關不能單方面廢止之。馬英九政府上台後，廢止任何有關台灣民主紀念館的法律與組織，恢復該條例原有的功能。

## 功能與隸屬
1980年，位於台灣台北，以紀念中華民國總統蔣中正所興建的中正紀念堂落成。1986年7月11日，該紀念堂立法的組織編制，經中華民國立法院三讀通過後，於該日公佈。
該條例共九條，其中第一條詳明中正紀念堂的隸屬單位功能。其中，全名為國立中正紀念堂管理處的該管理處隸屬中華民國行政院教育部。並表明其功能為掌理中正紀念堂之管理、維護，以及管理展覽蔣中正所留存的紀念文物資料。

## 組織
該條路第二條則明訂中正紀念堂所必須設置的單位，其中，包含文教活動的文教組，陳列展覽蔣中正文物的展覽組，園藝維持的園藝組，管理庶務的總務組，另外，尚有維護設備的機電組及負責中正紀念堂公共秩序的警衛組。而三至七條，則書明人事會計單位設置依據，並言明管理處人員需為台灣公務人員並需依《公務人員任用法》制約規定。
另外相關條例尚有與國家音樂廳及國家劇院相關的《國立中正文化中心設置條例》，該條例將位於中正紀念堂園區內的兩廳院，從中央三級機構法人化為行政法人，沿革自於2004年廢止的《國立中正文化中心暫行組織規程》；2014年《國立中正文化中心設置條例》又被為了整合台灣表演藝術界北中南三館一團的《國家表演藝術中心設置條例》所取代。

## 改名爭議
2007年3月4日，中華民國（台灣）政府因應中正紀念堂及兩廳院園區改名為台灣民主紀念館和台灣民主公園研議所需，中華民國第一次蘇貞昌內閣特成立之專案小組經會商後已做出不修法決議。在此決議中，除了決定將中正紀念堂管理處由三級機關降格為四級機關外，並由組織條例明訂的主管機關－行政院教育部將先訂定可不經台灣立法院就可通過的《國立台灣民主紀念館組織規程》，再將法律位階較高《中正紀念堂管理處組織條例》報請立法院廢止。此做法可使新的組織規程直接生效，也就是中正紀念堂可立即變更名稱與用途。
然此舉最全國高民意機關立法院的職責相違背。憲法第172條規定：「命令與憲法或法律牴觸者無效」立法院職權：各機關發布之行政命令（如此次教育部作為）則應送立法院備查，立法院得依法交付委員會審查，若發現其中有違反、變更或牴觸法律情形，或應以法律規定事項而以命令定之者，均得經院會議決通知原訂頒機關於2個月內更正或廢止；逾期未更正或廢止者，該命令失效。 原「中正紀念堂管理處組織條例」未廢止，新「國立台灣民主紀念館組織規程」未生效，且繞過正常民意監督機制，因此引發爭議。

## 條例廢止
《國立中正紀念堂管理處組織條例條例》若廢止後，除了名稱更動與行政組織位階更動外，行政院將確定改名後的「台灣民主公園」的園區景觀空間將朝向親民、開放的整體規畫。並將條例中的陳列展覽蔣中正文物改為以展示台灣民主進步各種相關的活動史料文件、影像資料的展示與推廣教育。
為反對條例廢止後的「更名」，台灣主要在野黨中國國民黨的立委蔣孝嚴發起317捍衛中華民國大遊行，之後，提報國民黨中常會的這項活動獲該常會認同，並宣佈拉高層次舉辦，並自2007年3月17日延期至2007年3月31日，至於遊行目的仍為「表示不滿民進黨政府的「正名」行為」。